# Анополь (Витебская область)
Анополь (бел. Анопаль) — упразднённая деревня в Браславском районе Витебской области Беларуси. В настоящее время являются частью деревни Дирничи.

## География
Находилась в западной части Витебской области, при автодороге Н-2165, на расстоянии приблизительно 19 километров (по прямой) к юго-востоку от города Браслав, административного центра района.

## История
В 1921 году входила в состав гмины Йоды Дисенского повета Виленского воеводства Второй Польской республики. Числилось 14 жителей (7 мужчин и 7 женщин), проживавших в одном доме. В этническом составе населения того периода поляки составляли 100 %. В конфессиональном составе населения преобладали католики (100 %).
До 16 сентября 1960 года деревня входила в состав Иодского сельсовета Шарковщинского района. На момент упразднения являлась частью Тетерковского сельсовета. В 1971 году была присоединена к деревне Дирничи.